# Football Club de Lyon (football)
Pour les articles homonymes, voir FCL.
Maillots
Actualités
Le Football Club de Lyon est la section football du club omnisports du même nom (FCL) créée en 1896. 
En 1917, l'équipe remporte une des deux demi-finales de la coupe des Alliés face à Marseille (à Marseille) avant d'aller remporter le trophée, à Paris, en battant le Stade Rennais.
Le club atteint notamment la première finale de la coupe de France en 1918. En 2020, le club évolue en Régional 1, en Ligue Auvergne-Rhône-Alpes de football.
Le club compte actuellement 1 180 licenciés.

## Histoire

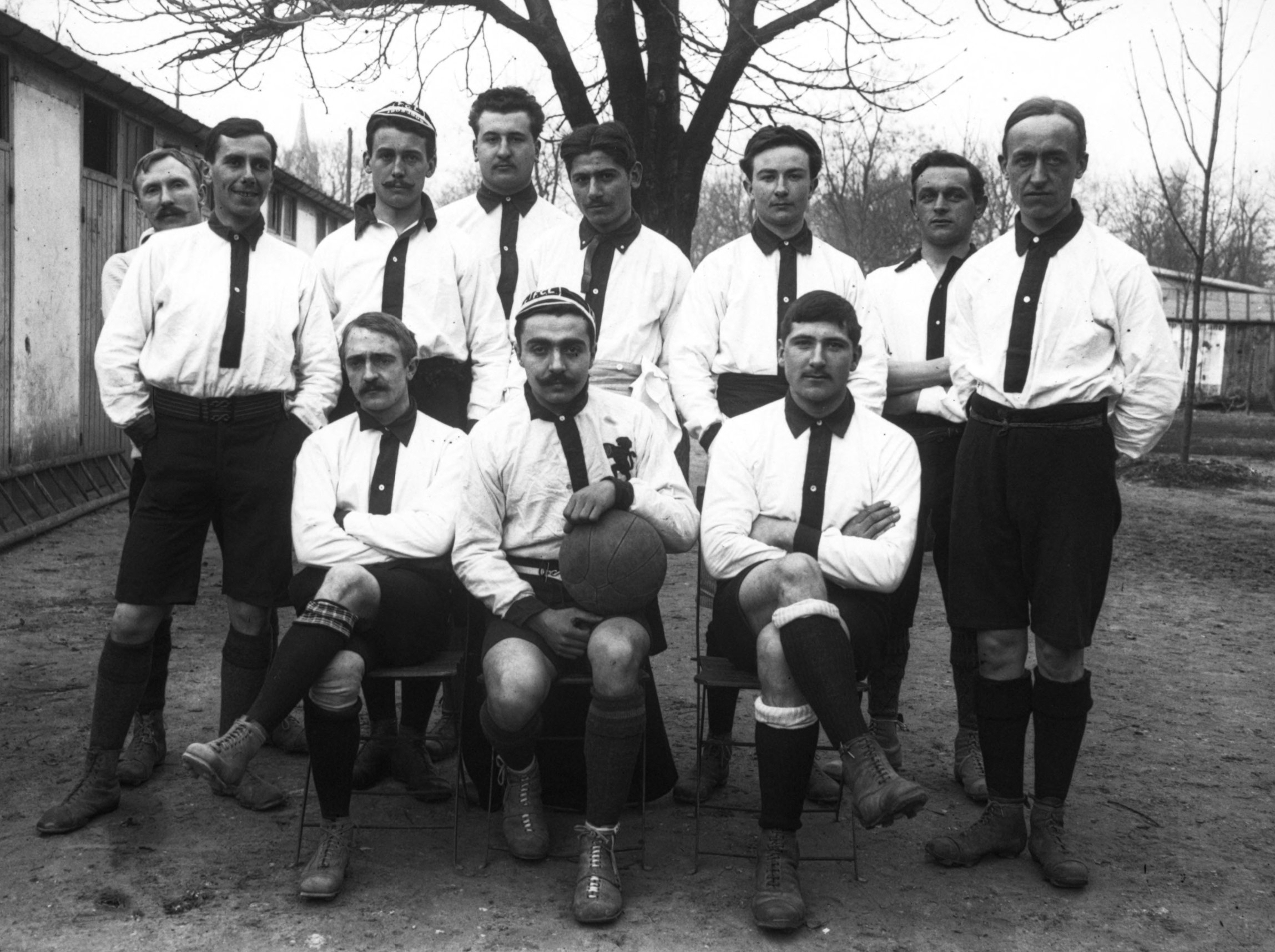
L'équipe de football du FC Lyon en 1906.

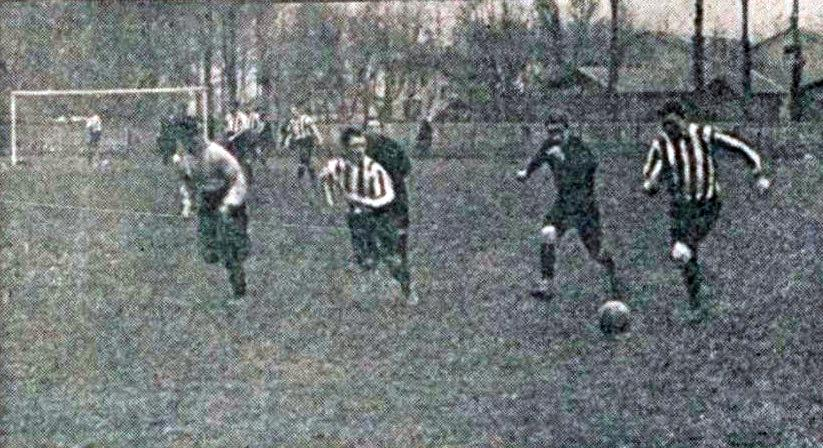
Dribbling de FC Lyon (mars 1904).

Le FC Lyon est l'un des quarante-huit clubs à prendre part à la première édition de la Coupe de France (saison 1917-1918). Écartant successivement l'AS lyonnaise (en trois matches), l'Olympique de Marseille, le Stade rennais puis les Parisiens de l'AS française, les Damiers se retrouvent en finale face à l'Olympique de Pantin. Son capitaine est alors l'international Roger Ébrard.
Le FC Lyon rejoint les rangs professionnels en 1933 en s'alliant avec l'AS Villeurbanne et se maintient deux saisons en Division 2. À l'issue de la saison 1934-1935, le FC Lyon rejoint à nouveau le championnat amateur.
Pendant 8 ans, entre 2009 et 2017, le club a bien rempli son objectif qui était de garantir le meilleur niveau chez les jeunes. En effet, le club a connu grâce à l arrivé en qualité de directeur sportif Sébastien girard (GF38) 47 accessions au niveau supérieur dont 32 titres de champions, 5 titres de Meilleur Club Jeunes du Rhône, un Label Jeunes catégorie « Elite », des sections sportives scolaires.
En 2018, la Fédération française de football fête ses 100 ans. Pour l'occasion, les deux clubs qui ont effectué la première finale de la Coupe de France, c'est-à-dire le FC Lyon et l'Olympique Pantin, reproduisent la finale le 5 Mai 2018. Le résultat se solde sur le score de 4-4.
En 2019, Le club remporte la Coupe du Rhône face à la réserve de MDA (R1) le dimanche 9 juin 2019 sur le score de 3-0.grâce à un triplé de Axel Réa.
En 2019, l'équipe U17 du FC Lyon évoluant en U17 National impressionne et remporte le championnat en terminant devant 6 structures professionnelles. Le FCL fait partie des premiers clubs amateurs à accéder aux phases finales avec le Montrouge FC la même saison. Lors de la saison 2019/2020, l'équipe sénior évolue toujours en Régional 2 avec l'ambition d'accéder au niveau Régional 1 dans les 2 saisons prochaines. Ça sera chose faite, en effet le FC Lyon monte en régional 1 à l'issue de la saison 2019/2020 grâce à sa 2e place dans son groupe et la refonte des poules de la ligue. 
Les équipes du club évoluent au stade Roger-Ébrard, au stade du Clos Layat, au stade Dumont et parfois au stade Vuillermet.

## Palmarès
| Compétitions nationales                                                    | Compétitions régionales |
| -------------------------------------------------------------------------- | --- |

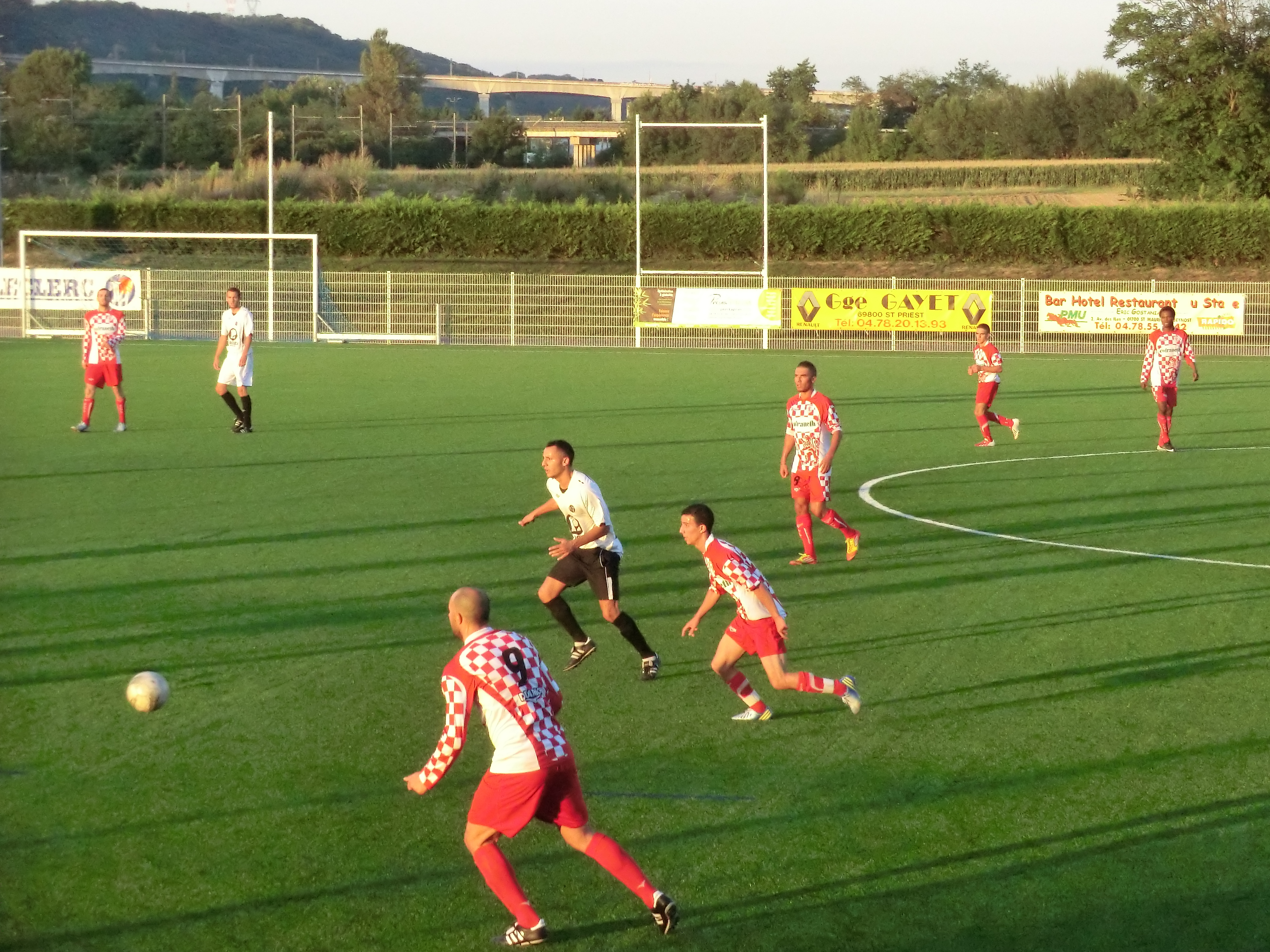
Joueurs de l'équipe 1, lors d'un match d'avant-saison contre Ain Sud Foot, en août 2013.

| - Coupe de France - Finaliste : 1918 - Coupe des Alliés - Vainqueur : 1917 | - Championnat du Sud-Est - Vainqueur : 1905, 1908, 1909, 1912 et 1914. - Championnat du Lyonnais - Vainqueur : 1911, 1912, 1914 - Coupe du Rhône - Vainqueur : 2019 |

## Joueurs emblématiques

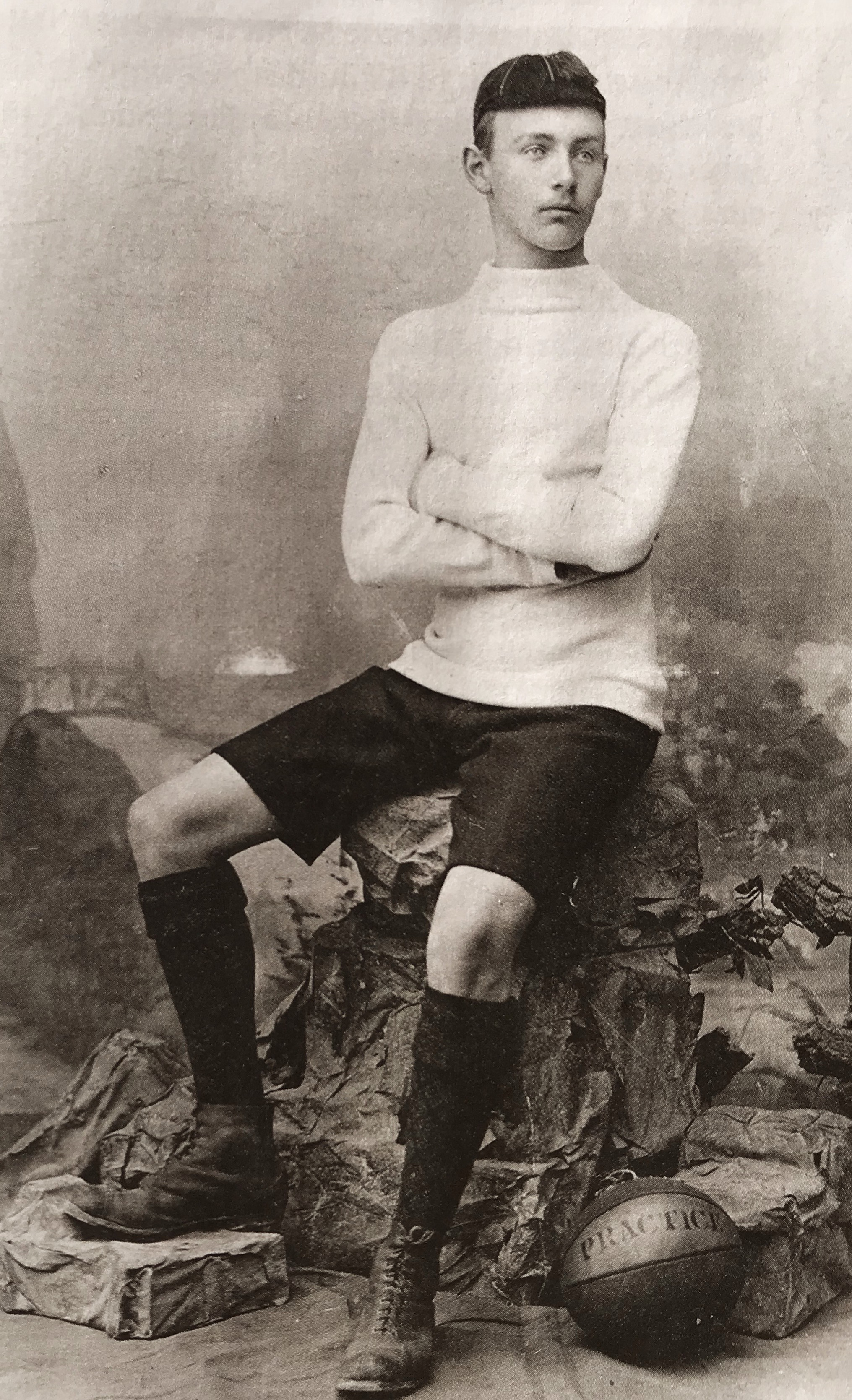
Hans Gamper à la Une de Lyon-sport pour le FC Lyon

- Hans Gamper
- Henri Bard
- Roger Ébrard
- Oscar Frey
- François Hugues
- Georges Kramer
- Guillaume Lieb
- Maurice Meunier
- Alexis Soulignac
- Jean Tamini
- Romain Del Castillo

## Historique du logo

Ancien logo
Logo actuel

## Section féminine
L'équipe féminine du FC Lyon est créée en 1970 et située à Lyon.
L'équipe disparait momentanément en 2004 lorsque le FC Lyon transfère ses droits sportifs à l'Olympique lyonnais, qui crée sa section féminine. Le FC Lyon recrée ensuite une équipe féminine en 2009.
En 2020, l'équipe évolue en Division 1 de district.
Le FC Lyon s'est particulièrement illustré dans les années 1990, en remportant quatre titres de Championnat de France en 1991, 1993, 1995 et 1998.

| Compétitions nationales                                                                                      |
| --- |
| - Championnat de France (4) - Champion : 1991, 1993, 1995 et 1998 - Vice-champion : 1985, 1994, 2003 et 2004 |
| - Challenge de France (2) - Vainqueur : 2003 et 2004 - Finaliste : 2002                                      |

### Joueuses emblématiques
- Marie Arnal

- Delphine Blanc
- Sandrine Brétigny
- Ludivine Bruet

- Virginie Dessalle

- Aurélie Kaci
- Marie Kubiak

- Hoda Lattaf
- Cécile Locatelli

- Stéphanie Mugneret-Béghé

- Aurélie Naud
- Véronique Nowak

- Anne-Laure Perrot

- Sandrine Roux

- Marie-Christine Umdenstock

- Michèle Wolf